# 1273
1273 (MCCLXXIII) a fost un an obișnuit al calendarului gregorian.

## Evenimente
- 31 ianuarie: Se încheie bătălia de la Xiangyang, în urma căreia forțele Imperiului chinez Song se supun lui Kublai-han; prima utilizare a armelor de foc într-o luptă.
- 29 septembrie: Rudolf I de Habsburg este ales rege romano-german, în defavoarea lui Ottokar al II-lea, regele Boemiei; se încheie "Marele interregnum".

### Nedatate
- Buhara este prădată de hanul mongol din Ciagathai.
- Cartierul Pera (azi, Beyoğlu) din Constantinopol este acordat negustorilor genovezi de către împăratul Mihail al VIII-lea Paleologul al Bizanțului.
- Incursiune al lui Abaqa, hanul Persiei în Transoxiana.
- Regele Ottokar al II-lea ocupă Bratislava de la unguri.

## Arte, Știință, Literatură și Filosofie
- 6 decembrie: Toma de Aquino își încheie lucrarea Summa theologica.
- mai: Sfântul Buonaventura (Giovanni Fidanza) este numit cardinal de către papa Grigore al IX-lea.

## Nașteri
- Abu al-Fida, istoric și geograf arab din Siria (d. 1331)
- David al VIII-lea al Georgiei (d. 1311)
- Ewostatewos, călugăr și conducător religios ethiopian (d. 1352)

## Decese
- 17 decembrie: Jalal al-Din Muhammad Rumi, poet persan (n. 1207)
- Balduin al II-lea de Constantinopol, 58 ani, ultimul împărat latin (n. 1207)

## Înscăunări
- 24 octombrie: Rudolf I de Habsburg, încoronat la Aachen, ca rege german (1273-1291)